# Schlacht bei Radom
Danzig – Westerplatte – Tucheler Heide – Krojanten – Mlawa – Radom – Wizna – Bzura – Brześć – Lemberg – Rawa Ruska – Lublin – Kampinos-Heide – Warschau – Szack – Modlin – Halbinsel Hel – Kock

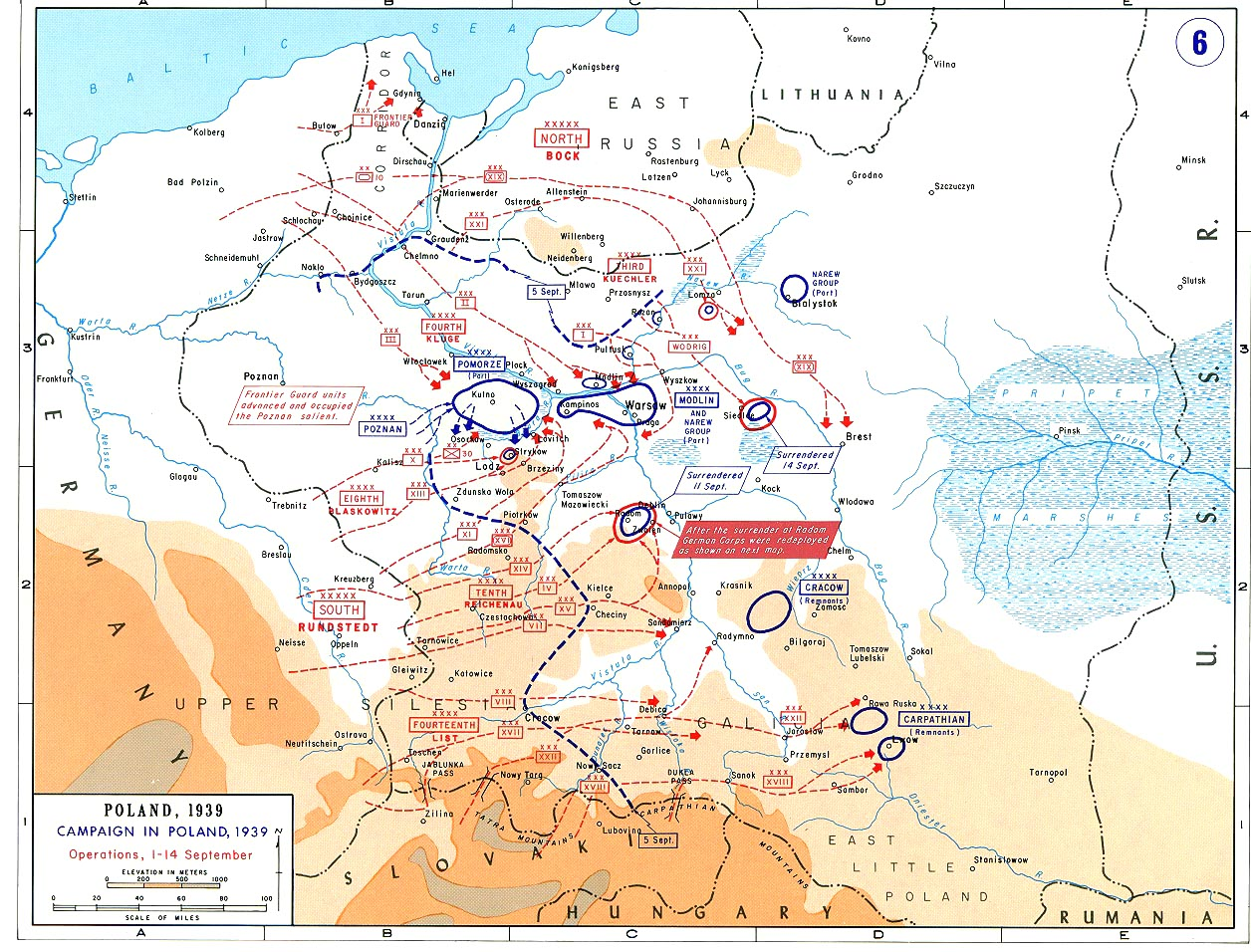
Lageentwicklung bis zum 14. September. Erkennbar sind auch die im Raum Radom eingeschlossenen Verbände der Armia Prusy.

Die Schlacht um Radom (auch bekannt als Schlacht um Iłża) ereignete sich während des Zweiten Weltkrieges vom 8. bis zum 9. September 1939.

## Ereignisse

### Hintergrund
Polnische Truppen der Armee Prusy unter dem Kommando von Oberst Muzyka, denen der Rückzug über die Weichsel durch deutsche Panzerverbände abgeschnitten war, wurden im Raum um die mittelpolnische Kleinstadt Radom eingekesselt. Die polnischen Truppen verteidigten das Gebiet der Stadt Iłża und einen Abschnitt der Straße von Sandomierz nach Radom.

### Erster Tag (8. September)
Das 2/7 pp Leg. (Pułk Piechoty Legionów), also das 2. Bataillon des 7. Legions-Infanterie-Regiment und der 3. Leg. DP (Dywizja Piechoty Legionów), also 3. Legions-Infanterie Division bezogen in Ilza Stellungen. Das 1 und 2/8 pp Leg. und das 1/9 pp Leg. gingen am westlichen Waldrand beim Dorf Trębowiec Duży in Position. Das 1 und 3/7 pp Leg. sowie das 154 pp (Infanterie-Regiment) gingen am nordöstlichen Waldrand in der Nähe des Dorfes Seredizce in Stellung. Währenddessen besetzte die 12. Dywizja Piechoty unter der Führung von General Paszkiewicz den nördlichen Teil des Waldes von Starachowice in einer Länge von 20 Kilometern und in einer Tiefe von etwa 7 Kilometern. Die 51. Dywizjon Pancerny, eine gepanzerte Aufklärungsabteilung, welche der Krakowskiej Brygady Kawalerii unterstellt war, ging am Rand des Waldes in Richtung von Ilza in Stellung.
Gegen 12:00 Uhr kam es zu den ersten Feuergefechten mit Truppen der 3. Dywizja Piechoty. Östlich von Ilza stießen motorisierte, deutsche Einheiten vor, die von Kräften des 7. pp Leg aufgehalten wurden. Die nun von den deutschen Truppen erkannten Stellungen wurden von der deutschen Artillerie unter Feuer genommen und es folgte ein zweiter Vorstoß, der ebenfalls abgewiesen wurde. Weitere Stoßtrupps der deutschen 3. leichten Division wurden aufgehalten, nachdem diese ca. einen Kilometer weit um das Dorf Pilatka vorgedrungen waren. Ein Vorrücken durch die Dörfer Kotlarka und Błaziny von anderen deutschen Truppenteilen wurde ebenso zurückgeschlagen. Die Kräfte der 3. leichten Division wurden in den Raum südlich der Straße Ilza – Lipsko zurückgenommen.
Da sich von Westen deutsche Panzer dem Ort Jasieniec näherten, musste das dort befindliche Hauptquartier von General Skwarczyński in den Wald von Starachowice verlegt werden. Ein deutscher Vorstoß mit Panzern bei Trębowec wurde von den polnischen Truppen zurückgeschlagen.
Daraufhin begannen die deutschen Truppen mit einer Artillerievorbereitung für den nächsten Angriff, der gegen 18:00 Uhr von Westen her in Richtung Ilza vorgetragen wurde. Das polnische Legions-Infanterie-Regiment 7 hielt sich in der Stadt bei den Ruinen der Burg auf. Die 12. polnische Infanterie Division (Dywizja Piechoty) ging zum Angriff über und versuchte den deutschen Einschließungsring zu durchbrechen. Hierzu griff das 1/52 pp (1. Bataillon des 52. Infanterie-Regiments) in Richtung Kotlarka an und kam gut voran. Ein größerer Teil deutscher Ausrüstung, insbesondere Fahrzeuge, wurden bei dem Angriff zerstört, was die Truppen der 3. leichten Division veranlasste, sich aus dem Ort zurückzuziehen. Ein Bataillon des 51 pp (51. Infanterie-Regiments) von Hauptmann Krupnicki hatte den Einsatzbefehl nicht erhalten und verpasste es, auf Prędocin vorzurücken.
Bei Einbruch der Nacht wurde im polnischen Hauptquartier entschieden, die deutschen Stellungen in Richtung Weichsel zu durchbrechen. Hierzu erhielt die 3. Dywizja Piechoty Legionów genaue Anweisung, auf welchem Weg der Vorstoß und Abmarsch nach Osten durch die Orte Ilza – Antoniów – Czerwona zu erfolgen habe. Die 12. Dywizja Piechoty würde zwei Kolonnen bilden und in Richtung Ciecierówka vorstoßen, wobei die zweite Kolonne alles rollende Material und die Artillerie beinhalten sollte. Trotz verbissener Angriffe gelang es nicht, die deutschen Verbände aus Pilatka zu vertreiben.

### Zweiter Tag (9. September)
Am frühen Morgen des 9. September sammelten sich in den Wäldern bei Czerwona die Reste der 3. Leg. Dywizja Piechoty unter dem Befehl des Oberst S. Tartar in den Wäldern um Czerwona. Kleineren Gruppen gelang auf sich gestellt der Durchbruch zu den Wäldern von Kozienice. Die 12. Dywizja Piechoty hatte Schwierigkeiten, sich aus dem Wald von Starachowice zu lösen. Während der Nacht waren weitere deutsche Truppenteile herangekommen und die 3. leichte Division hatte eine starke Abwehrlinie aufgebaut. Die nördliche der beiden Kolonnen kam bei Kotlarka nicht weiter voran. Ein neuerlicher Angriff in Richtung Podkońce – Michałów schlug fehl und führte zum Rückzug der Angriffskolonnen.
Die „südliche“ Kolonne, die auf Michalow marschieren sollte, konnte sich in der Nacht nicht auf den Weg machen, weil sie auf ihre Hauptkräfte wartete, dies war das 51. pp (Pułk Piechoty) unter dem Kommando von Oberstleutnant Fieldorf. Dieses Regiment konnte den Sammlungsraum nicht erreichen, weil alle Straßen durch Fahrzeuge und Geschütze blockiert waren. Die Kolonne brach letztlich gegen 5:00 Uhr auf. Dabrowa wurde noch eingenommen, aber dann blieb der Angriff im Vorfeld von Rzechow stecken.
Die Generäle Skwarczyński und Paszkiewicz kamen mit ihren Stäben im Walddorf Piotrowe Pole zusammen und beschlossen, dass die Armee angesichts der Lage aufgelöst werden sollte, um dann in kleinen Gruppen zur Weichsel durchzubrechen. Die Kampfgruppe von General Skwarczyński hörte damit auf, zu existieren. Die letzte Etappe der Schlacht, am 10. September, war der Versuch der 36. DP, nach Osten durchzubrechen, der auf dem Marsch nach Ilza begonnen wurde und ebenfalls scheiterte.
Am 9. September wurde die letzte Stellung der polnischen Infanterieverbände in einer mittelalterlichen Burg auf einem Hügel oberhalb der Stadt Iłża eingenommen.

### Ende der Schlacht
Der größte Teil der südlichen Gruppierung der Armee „Preußen“ (Armii Prusy) wurde am 9. September formell aufgelöst und wurde vernichtet, der Verband hörte damit auf, als eigenständiger operativer Verband der polnischen Armee zu existieren.

### Ergebnis der Schlacht
Nur wenigen Einheiten der eingeschlossenen polnischen Armee Prusy war der Ausbruch aus dem Kessel in Richtung Warschau oder über den Fluss Weichsel gelungen. Rund 60.000 polnische Soldaten gerieten in deutsche Kriegsgefangenschaft.